# Triclàdides
Els triclàdides (Tricladida, del grec antic tri/τρι-, "tres"; i klados/κλάδος, "branca") constitueixen un ordre de platihelmints turbel·laris de vida lliure. Es tracta d'un grup molt ben conegut, car s'han realitzat molts estudis de regeneració i expressió gènica. Els triclàdides han colonitzat el medi marí (marícoles), l'aigua dolça (planàrids, kènkids, dendrocèlids i dugèsids) i el medi terrestre (geoplànids). També se'n troben en coves (cavernícoles). Es desconeix quan van aparèixer a causa de la manca de registre fòssil.

## Descripció

Dibuix esquemàtic d'una Dugesia en el que es representa el sistema nerviós (taronja) i el tracte digestiu (groc).

Els triclàdides es caracteritzen per presentar un intestí trifurcat i uns ovaris situats anteriorment, propers al cervell. Les espècies d'aquest grup s'alimenten a través d'un tub retràctil anomenat faringe. Aquesta faringe es comunica amb les tres branques principals de l'intestí, una branca està situada a l'eix mitjà de la part anterior de l'organisme i les altres dues branques es dirigeixen cap enrere. La faringe també els serveix per a l'excreció.

### Trets distintius
S'han descrit quatre característiques morfològiques que indiquen que els triclàdides són monofilètics: presenten un desenvolupament embrionari únic, els ovaris situats prop del cervell, una disposició en sèrie de nombrosos nefridiòpors i presenten zones adhesives marginals.

## Regeneració
Els triclàdides es coneixen des de fa segles per la seva capacitat de regeneració. De fet, consten entre els primers animals en els que es va estudiar la regeneració. L'any 1774 Pallas va ser el primer a adonar-se que un petit fragment de cap de triclàdide era capaç de regenerar l'organisme sencer. L'any 1814, Dalyell després de dur a terme experiments amb Polycelis nigra va escriure que aquesta espècie podia ser "gairebé considerada immortal sota la fulla d'un ganivet".
La capacitat de regeneració en els triclàdides prové d'unes cèl·lules mare pluripotents anomenades neoblasts, que poden diferenciar-se en qualsevol altre tipus cel·lular. Els triclàdides no són els únics platihelmints de vida lliure o planàries que són capaços de dur a terme la regeneració.

## Ecologia
Els triclàdides d'aigua dolça adults són molt fràgils i sensibles als extrems de temperatures i a la dessecació. Passen tot el cicle vital en entorns aquàtics.

### Dispersió
Les planàries d'aigua dolça tenen poca capacitat de dispersió, s'escampen per la seva pròpia activitat a través de masses d'aigua dolça contigües.

#### Zoocòria
Existeixen evidències que els ocells han ajudat a dispersar-se en distàncies curtes a Crenobia alpina i Polycelis felina al nord-oest d'Europa. Tanmateix, sembla que aquest tipus de dispersió no és important a grans distàncies.

#### Hidrocòria
Es té constància de la dispersió de càpsules embrionàries (altrament dites cocoons o ous) i adults de triclàdides d'aigua dolça per aigües d'inundació i per objectes flotants. La resistència d'aquests animals a l'aigua salada és molt baixa, i per això s'ha descartat que puguin dispersar-se a través de l'aigua marina. Tanmateix, es coneixen casos d'espècies de triclàdides d'aigua dolça que han envaït hàbitats d'aigües salobres i d'algunes de marícoles que es poden adaptar quasi totalment a l'aigua dolça.
És probable que la hidrocòria no hagi representat un paper important en la dispersió dels triclàdides d'aigua dolça.

## Classificació i filogènia

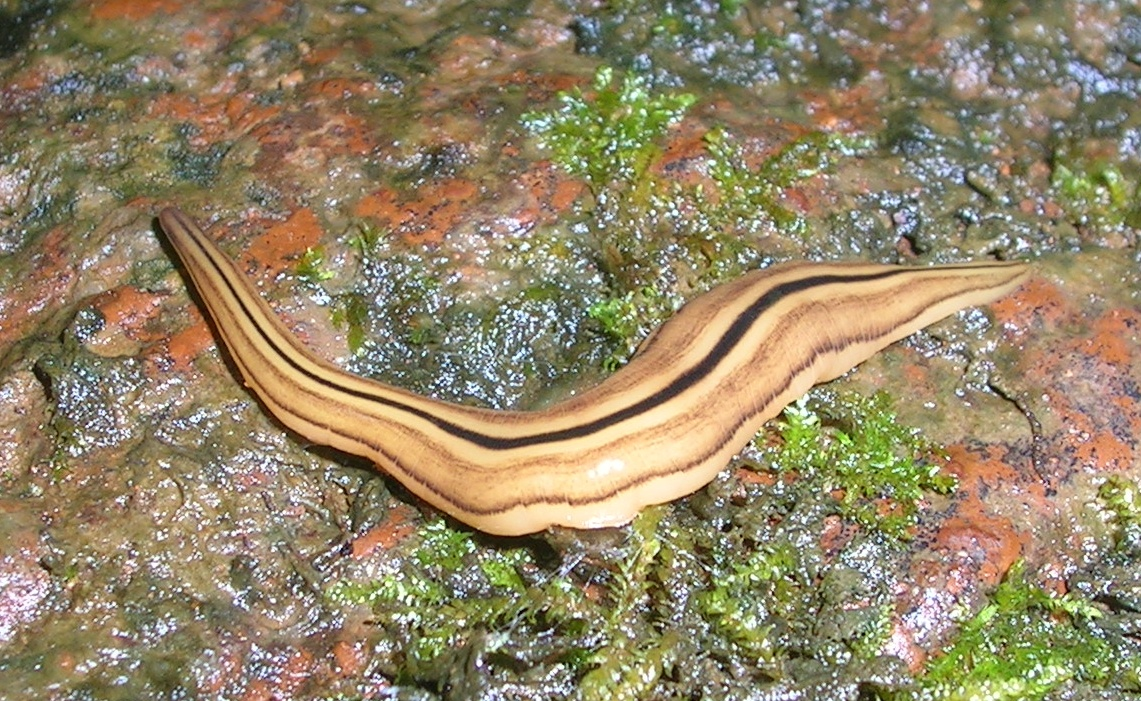
Una planària terrestre, de la família dels geoplànids

Actualment l'ordre dels triclàdides es subdivideix en tres subordres, Maricola, Continenticola i Cavernicola. Els marícola inclouen triclàdides marins, mentre els continentícola inclouen quatre famílies d'aigua dolça i una família terrestre, els geoplànids.
Antigament, seguint l'esquema de Hallez, els triclàdides es classificaven segons la seva ecologia, així es distingien els Paludicola (triclàdides d'aigua dolça), els Terricola (triclàdides terrestres) i els Maricola (triclàdides marins). El grup Paludicola, en realitat, és parafilètic, ja que segons proves moleculars i morfològiques els Terricola haurien evolucionat a partir d'un grup de planàries d'aigua dolça i, per tant, s'haurien d'agrupar amb aquestes. Les planàries terrestres serien el grup germà dels dugèsids. L'any 1998 Carranza et al. van proposar englobar els triclàdides terrestres i d'aigua dolça sota un grup monofilètic anomenat Continenticola. Aquest grup s'assentà l'any 2009.
Arbre filogenètic dels triclàdides basant-se en dades moleculars, Carranza i col·laboradors (1998):
|  | Planariidae    |
|  |                |
|  | Dendrocoelidae |
|  |                |

|  | Dugesiidae |
|  |            |
|  | Terricola  |
|  |            |

|  | Planariidae    |
|  |                |
|  | Dendrocoelidae |
|  |                |

|  | Dugesiidae |
|  |            |
|  | Terricola  |
|  |            |

|  | Planariidae    |
|  |                |
|  | Dendrocoelidae |
|  |                |

|  | Dugesiidae |
|  |            |
|  | Terricola  |
|  |            |

|  | Planariidae    |
|  |                |
|  | Dendrocoelidae |
|  |                |

|  | Dugesiidae |
|  |            |
|  | Terricola  |
|  |            |

Superarbre filogenètic que inclou tots els grans grups coneguts de triclàdides, realitzat basant-se en diversos estudis publicats, Sluys i col·laboradors (2009):
|  | Planariidae                                                  |
|  |                                                              |
|  | \| \| Kenkiidae \| \| \| \| \| \| Dendrocoelidae \| \| \| \| |
|  |                                                              |
|  | Kenkiidae                                                    |
|  |                                                              |
|  | Dendrocoelidae                                               |
|  |                                                              |

|  | Kenkiidae      |
|  |                |
|  | Dendrocoelidae |
|  |                |

|  | Dugesiidae  |
|  |             |
|  | Geoplanidae |
|  |             |

|  | Planariidae                                                  |
|  |                                                              |
|  | \| \| Kenkiidae \| \| \| \| \| \| Dendrocoelidae \| \| \| \| |
|  |                                                              |
|  | Kenkiidae                                                    |
|  |                                                              |
|  | Dendrocoelidae                                               |
|  |                                                              |

|  | Kenkiidae      |
|  |                |
|  | Dendrocoelidae |
|  |                |

|  | Dugesiidae  |
|  |             |
|  | Geoplanidae |
|  |             |

|  | Planariidae                                                  |
|  |                                                              |
|  | \| \| Kenkiidae \| \| \| \| \| \| Dendrocoelidae \| \| \| \| |
|  |                                                              |
|  | Kenkiidae                                                    |
|  |                                                              |
|  | Dendrocoelidae                                               |
|  |                                                              |

|  | Kenkiidae      |
|  |                |
|  | Dendrocoelidae |
|  |                |

|  | Dugesiidae  |
|  |             |
|  | Geoplanidae |
|  |             |

|  | Planariidae                                                  |
|  |                                                              |
|  | \| \| Kenkiidae \| \| \| \| \| \| Dendrocoelidae \| \| \| \| |
|  |                                                              |
|  | Kenkiidae                                                    |
|  |                                                              |
|  | Dendrocoelidae                                               |
|  |                                                              |

|  | Kenkiidae      |
|  |                |
|  | Dendrocoelidae |
|  |                |

|  | Dugesiidae  |
|  |             |
|  | Geoplanidae |
|  |             |

|  | Planariidae                                                  |
|  |                                                              |
|  | \| \| Kenkiidae \| \| \| \| \| \| Dendrocoelidae \| \| \| \| |
|  |                                                              |
|  | Kenkiidae                                                    |
|  |                                                              |
|  | Dendrocoelidae                                               |
|  |                                                              |

|  | Kenkiidae      |
|  |                |
|  | Dendrocoelidae |
|  |                |

|  | Dugesiidae  |
|  |             |
|  | Geoplanidae |
|  |             |

|  | Planariidae                                                  |
|  |                                                              |
|  | \| \| Kenkiidae \| \| \| \| \| \| Dendrocoelidae \| \| \| \| |
|  |                                                              |
|  | Kenkiidae                                                    |
|  |                                                              |
|  | Dendrocoelidae                                               |
|  |                                                              |

|  | Kenkiidae      |
|  |                |
|  | Dendrocoelidae |
|  |                |

|  | Dugesiidae  |
|  |             |
|  | Geoplanidae |
|  |             |

|  | Planariidae                                                  |
|  |                                                              |
|  | \| \| Kenkiidae \| \| \| \| \| \| Dendrocoelidae \| \| \| \| |
|  |                                                              |
|  | Kenkiidae                                                    |
|  |                                                              |
|  | Dendrocoelidae                                               |
|  |                                                              |

|  | Kenkiidae      |
|  |                |
|  | Dendrocoelidae |
|  |                |

|  | Dugesiidae  |
|  |             |
|  | Geoplanidae |
|  |             |

|  | Planariidae                                                  |
|  |                                                              |
|  | \| \| Kenkiidae \| \| \| \| \| \| Dendrocoelidae \| \| \| \| |
|  |                                                              |
|  | Kenkiidae                                                    |
|  |                                                              |
|  | Dendrocoelidae                                               |
|  |                                                              |

|  | Kenkiidae      |
|  |                |
|  | Dendrocoelidae |
|  |                |

|  | Dugesiidae  |
|  |             |
|  | Geoplanidae |
|  |             |

### Taxonomia

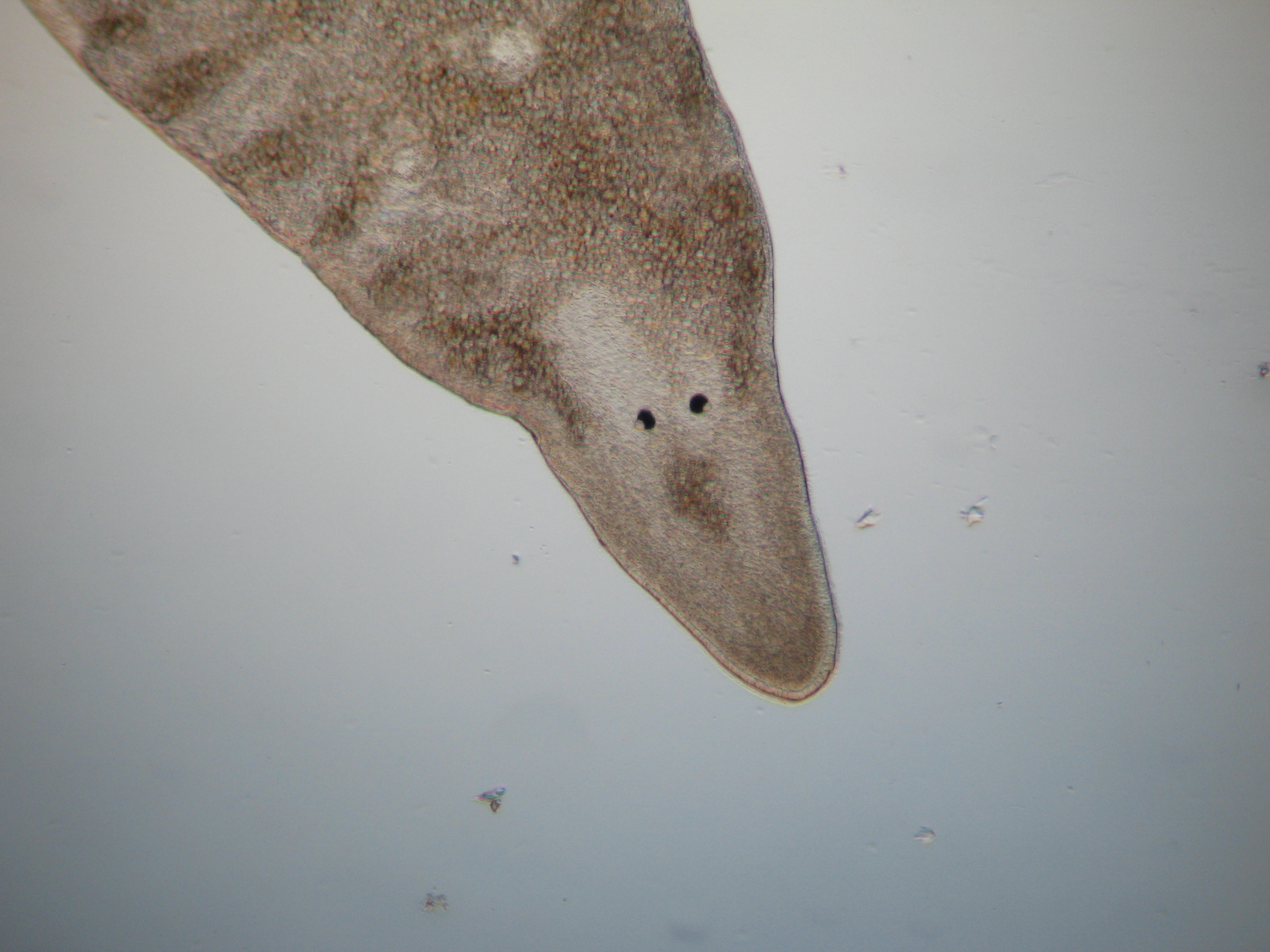
Sabussowia ronaldi, una marícola.

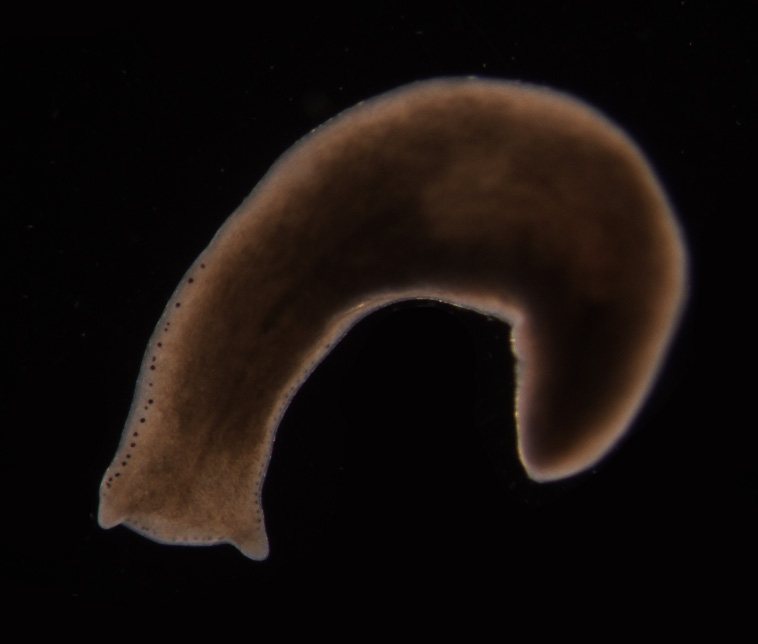
Polycelis felina, un planàrid.

Classificació taxonòmica dels triclàdides segons un estudi de Sluys i col·laboradors de l'any 2009:
- Ordre Tricladida
  - Subordre Maricola
    - Superfamília Cercyroidea
      - Família Centrovarioplanidae
      - Família Cercyridae
      - Família Meixnerididae

    - Superfamília Bdellouroidea
      - Família Uteriporidae
      - Família Bdellouridae

    - Superfamília Procerodoidea
      - Família Procerodidae

  - Subordre Cavernicola
    - Família Dimarcusidae

  - Subordre Continenticola
    - Superfamília Planarioidea
      - Família Planariidae
      - Família Dendrocoelidae
      - Família Kenkiidae

    - Superfamília Geoplanoidea
      - Família Dugesiidae
      - Família Geoplanidae